# Idaea philocosma
Idaea philocosma là một loài bướm đêm trong họ Geometridae.